# Индийский фонд свободного программного обеспечения
Индийский фонд свободного программного обеспечения (англ. Free Software Foundation of India, FSFI) —
индийская некоммерческая организация, аналог базирующегося в США Фонда свободного программного обеспечения. Основан в Тируванантапураме, столице штата Керала в 2001. FSFI содействует использованию и развитию свободного программного обеспечения в Индии, включая реализацию образовательных программ населения по свободному программному обеспечению. Свободное программное обеспечение в некоторых местностях Индии называют «Сватантра софт» («Swatantra» на санскрите означает «свободный»).
В 2003 после встречи с основателем Фонда свободного программного обеспечения Ричардом Столлманом президент Индии доктор Абдул Калам призвал индийских ученых и специалистов в области информационных технологий активнее использовать свободное и открытое программное обеспечение в области исследований и развития.

## Логотип
Логотип FSFI, разработанный Ниямом Бхушаном в левой части напоминает знаменитую Чакру Ашоки, которая присутствует на индийском национальном флаге, а на правой его части находится изображение компакт-диска. Сочетание этих двух символов символизирует сходство между политической свободой и свободным программным обеспечением.

## Организационная структура

### Совет директоров
- Нагарджуна Гадираджу, председатель
- Арун М., секретарь
- А. Бабу
- В. Саси Кумар
- Ю. Киран Чандра

### Рабочая группа
- Абхас Абхинав
- Абхрадип Мукерджи
- Фредерик Норонья[англ.]
- Ренука Прасад
- Саси P. M.
- Саяминду Дасгупта
- Стиш Бабу
- Сунил Мохан Адапа
- Сурадж
- Татхагата Банерджи
- Уоррен Брайан Норонья

### Веб-программисты
- Анивар Аравинд
- Альпеш Гаджбе
- Правин А.
- Саяминду Дасгупта
- Сунил Мохан Адапа